# Cathy Ferguson
Kathleen Jane "Cathy" Ferguson (-Brennan) (Stockton, 17 de julho de 1948) é uma ex-nadadora dos Estados Unidos. Ganhadora de uma medalha de ouro nos Jogos Olímpicos de Tóquio em 1964.
Foi recordista mundial dos 100 metros costas e dos 200 metros costas entre 1964 e 1966.